# EPB49
EPB49‏ (Dematin actin binding protein) هوَ بروتين يُشَفر بواسطة جين EPB49 في الإنسان.